# Tal der Kleinen Örtze

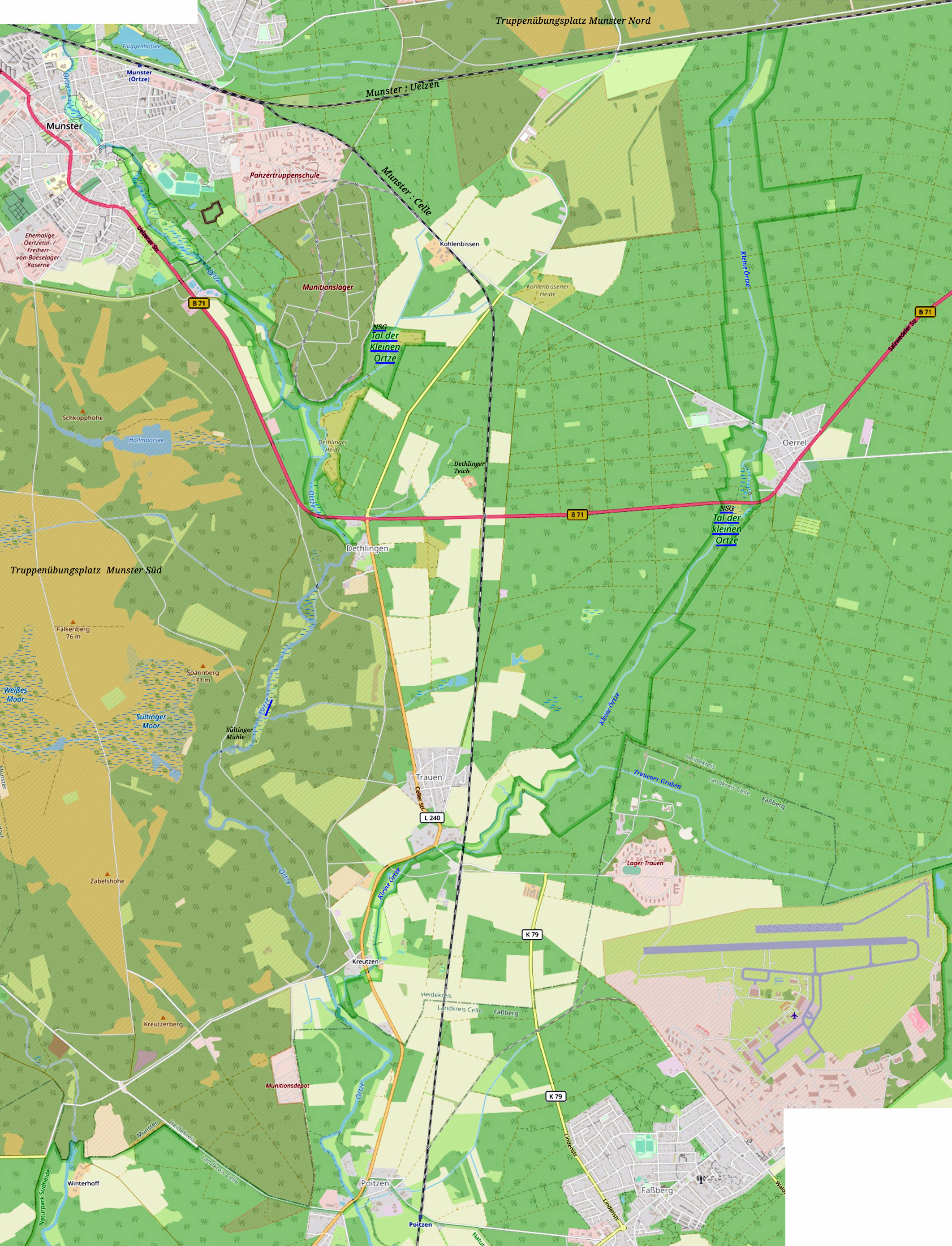
Karte NSG Tal der Kleinen Örtze

Das Tal der Kleinen Örtze ist ein Naturschutzgebiet auf dem Gebiet der niedersächsischen Stadt Munster im Landkreis Heidekreis.

## Allgemeines
Das Naturschutzgebiet mit dem Kennzeichen NSG LÜ 207 ist rund 450 Hektar groß. Es ist fast vollständig Bestandteil des FFH-Gebietes „Örtze mit Nebenbächen“ und grenzt zu einem großen Teil an das Landschaftsschutzgebiet „Munster-Oerrel“. Das Gebiet war ursprünglich zum 2. September 1993 entlang der Kleinen Örtze unter Naturschutz gestellt worden. Zum 26. Januar 2019 trat eine neue Naturschutzverordnung in Kraft. Im Zuge der Neufassung der Schutzgebietsverordnung wurde das Gebiet, das zunächst rund 330 Hektar groß war, um einen Abschnitt der Örtze südlich von Munster erweitert und dabei auf rund 450 Hektar vergrößert. In diesem Bereich ging das Landschaftsschutzgebiet „Munster-Oerrel“ im Naturschutzgebiet auf. Zuständige untere Naturschutzbehörde ist der Landkreis Heidekreis.

## Beschreibung
Das aus zwei Teilflächen bestehende Naturschutzgebiet liegt östlich und südöstlich von Munster in der Bachniederung der Örtze und der Kleinen Örtze. Es stellt einen Abschnitt der Örtze südlich von Munster und die Kleine Örtze, die in einem verhältnismäßig schmalen Tal verläuft, und ihre Uferbereiche unter Schutz. Die östliche Teilfläche des Naturschutzgebietes, die etwa 800 m unterhalb der Quelle der Kleinen Örtze beginnt, verläuft in Süd- bis Südwestrichtung bis nach Kreutzen, einem ehemaligen Ortsteil der Gemeinde Trauen, wo die Kleine Örtze in die Örtze mündet. Auf einem etwa 500 Meter langen Gewässerabschnitt kurz vor der Mündung ist das Naturschutzgebiet auf die Kleine Örtze beschränkt. Hier befindet sich im Uferbereich ein Campingplatz.
Durch die Unterschutzstellung soll die naturnahe bis natürliche Entwicklung der Örtze und der Kleinen Örtze, ihrer Niederungen und angrenzender Bereiche erreicht werden. Dazu wurden frühe Eingriffe zum Teil rückgängig gemacht. So war das Tal der Kleinen Örtze im Bereich des Oberlaufs des Heidebachs früher von einem Hochmoor ausgefüllt, das von der Kleinen Örtze durchflossen wurde. Der Bachlauf war hier zu einem Entwässerungsgraben ausgebaut, das Moor entwässert und die Fläche anschließend mit Nadelwald aufgeforstet worden. Der Nadelwald wurde nach der Unterschutzstellung beseitigt und durch naturnahe Laubwaldbestände ersetzt. Der Bachlauf der Kleinen Örtze wird oberhalb von Trauen seiner eigendynamischen Entwicklung überlassen.
Örtze und Kleine Örtze werden vielfach von Bruchwäldern mit Schwarzerlen und Moorbirken sowie Eichen- und Buchenwäldern mit Stieleiche und Rotbuche umgeben. Weiterhin sind Röhrichte, Seggenriede und feuchte Hochstaudenfluren auf teilweise versumpften Standorten zu finden. Stellenweise sind kleine Moore, Schlatts und Moorheiden mit Glockenheide, Besenheide, Schnabelried, Moorlilie und Lungenenzian, aber auch Sandheiden mit Besenheide zu finden. Grünland befindet sich im Bereich von Trauen bis zur Mündung der Kleinen Örtze in die Örtze, das extensiv bewirtschaftet wird, sowie an Abschnitten der Örtze. Die Grünlandbereiche werden überwiegend als Mähwiesen genutzt.
Örtze und Kleine Örtze sind Lebensraum für Groppe, Bachforelle, Steinbeißer, Elritze, Äsche und Bachneunauge. Die Bäche mit ihren Niederungen sind Lebensraum des Fischotters sowie verschiedener Libellen, darunter Gebänderte Prachtlibelle, Blauflügel-Prachtlibelle, Asiatische Keiljungfer, Grüne Flussjungfer und Zweigestreifte Quelljungfer. Die Bachläufe bieten außerdem Eisvogel und Wasseramsel einen geeigneten Lebensraum. Das Naturschutzgebiet ist weiterhin Lebensraum verschiedener Fledermausarten.
Unterhalb des Munsteraner Stadtteils Oerrel befand sich der durch Anstau entstandene Hahnenmoorsee. Das Wehr wurde mittlerweile entfernt, so dass der Bach hier nicht mehr angestaut wird. Die Durchgängigkeit des Baches wird noch durch einen ehemaligen, inzwischen verfallenen Mühlenstau beim Ortsteil Trauen behindert.
Das Naturschutzgebiet wird bei Oerrel und südlich von Munster von der Bundesstraße 71 sowie bei der Bauernschaft Kreutzen von der Landesstraße 240 gequert. Weitere Straße queren das Schutzgebiet bei Oerrel sowie bei Trauen. Bei Trauen grenzt es außerdem an die Landesstraße 240 und wird von der Bahnstrecke Beckedorf–Munster gequert.
Das Gebiet grenzt im Nordosten an die Bahnstrecke Uelzen–Langwedel, die hier entlang dem Truppenübungsplatz Munster-Nord verläuft. Im Nordwesten reicht es bis an die Ortslage von Munster.

Bilder aus dem Naturschutzgebiet
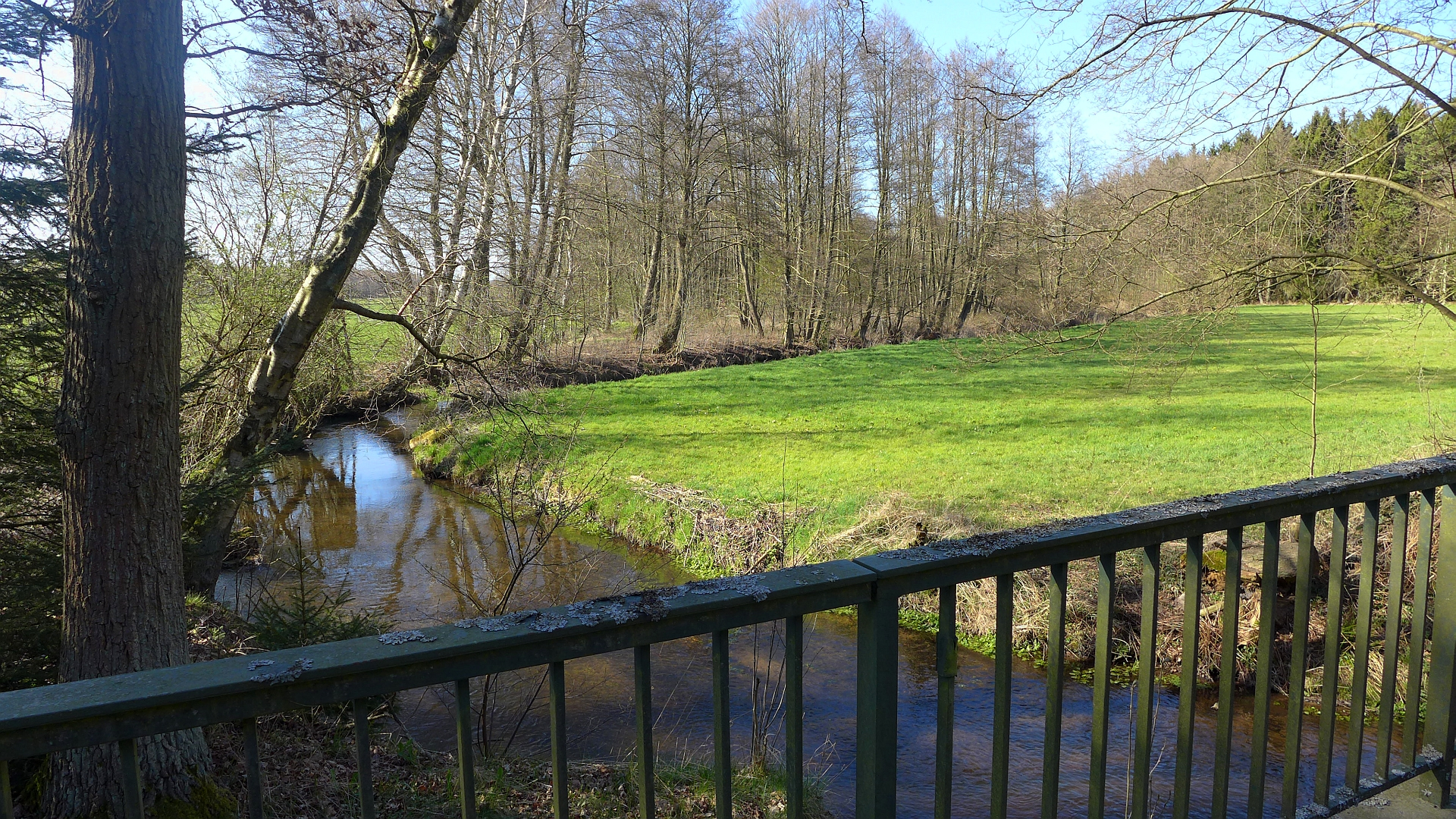
Verlauf der Örtze zwischen Munster (Örtze) und Dethlingen
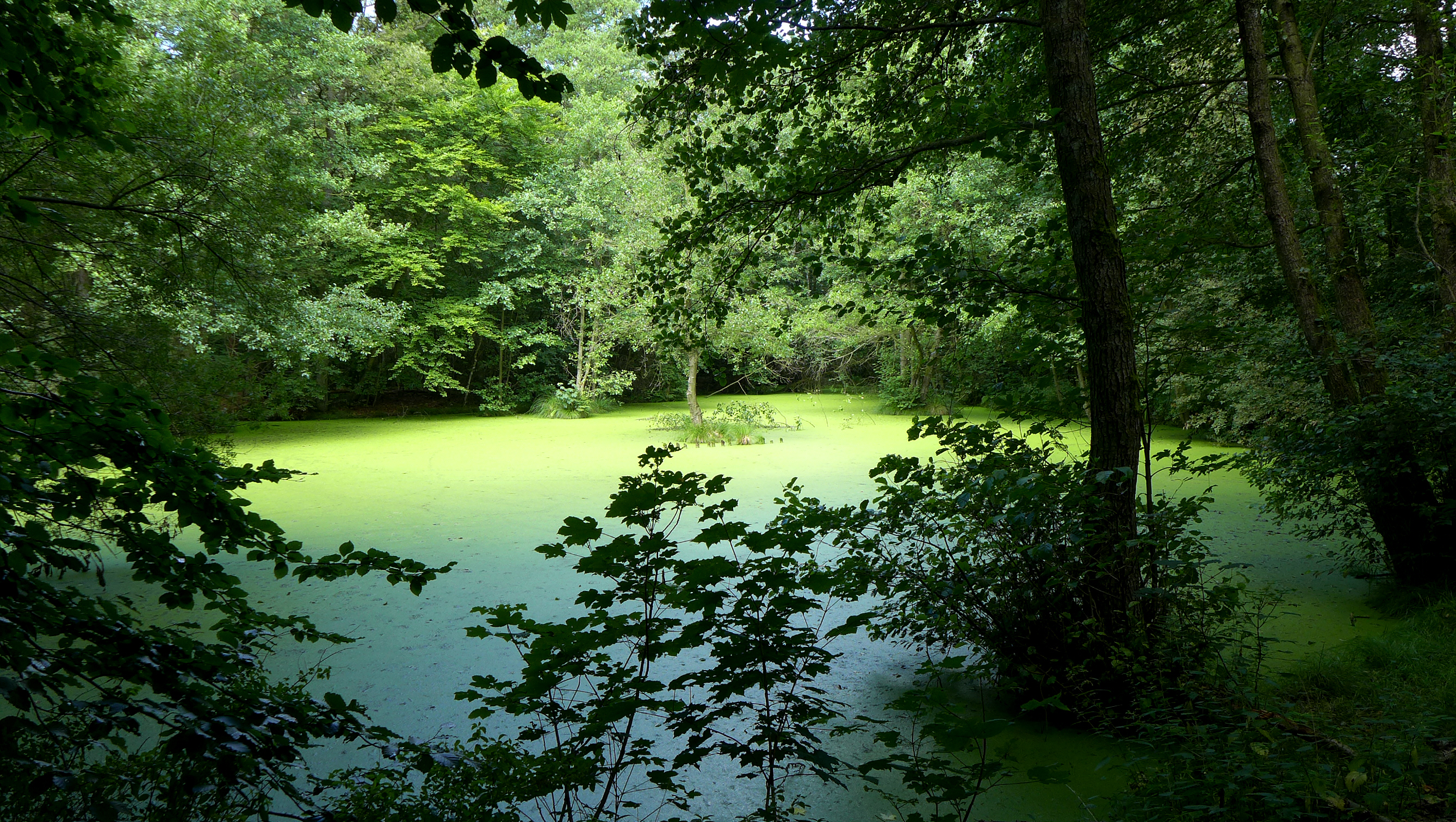
Teich bei Oerrel
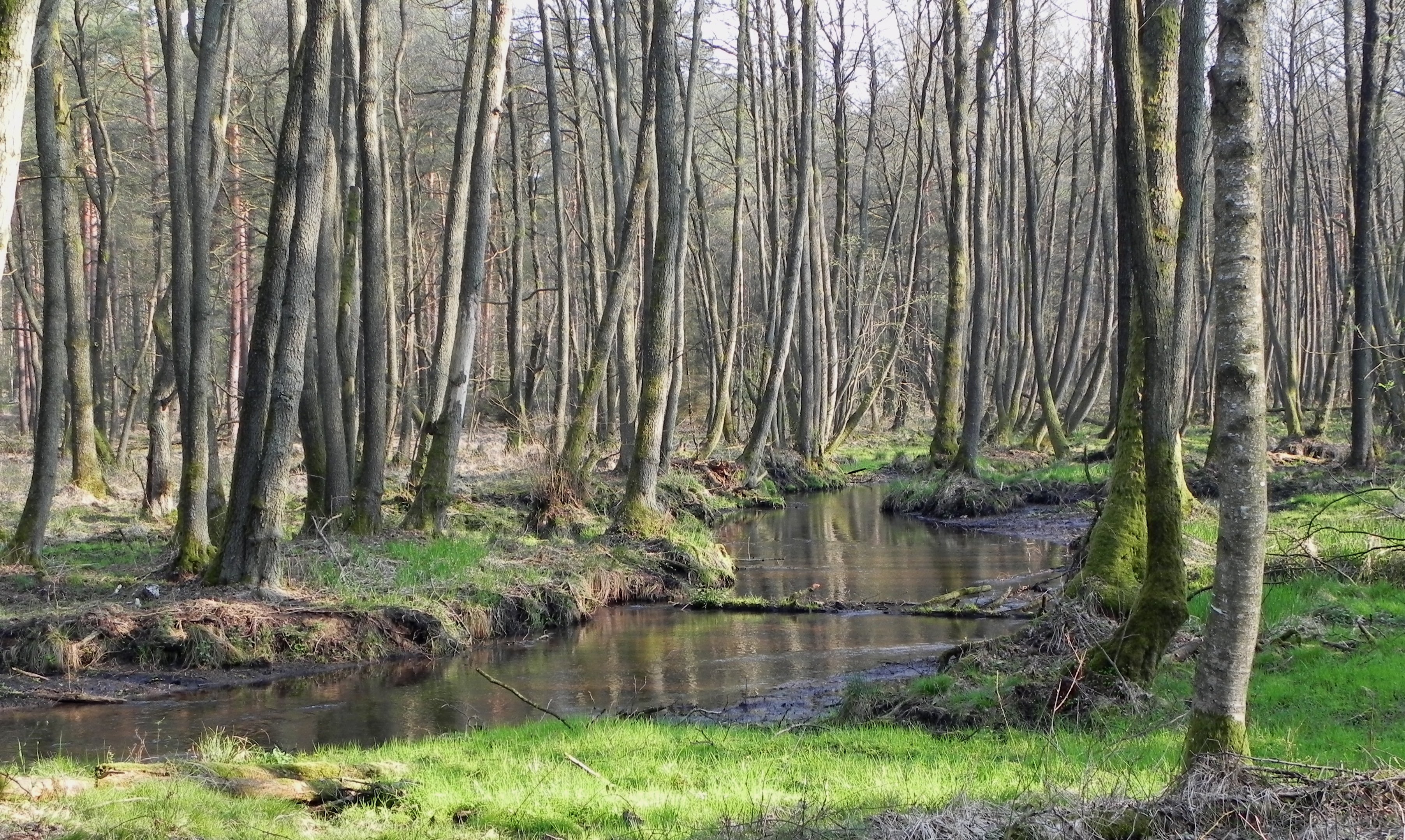
Bruchwald im Naturschutzgebiet
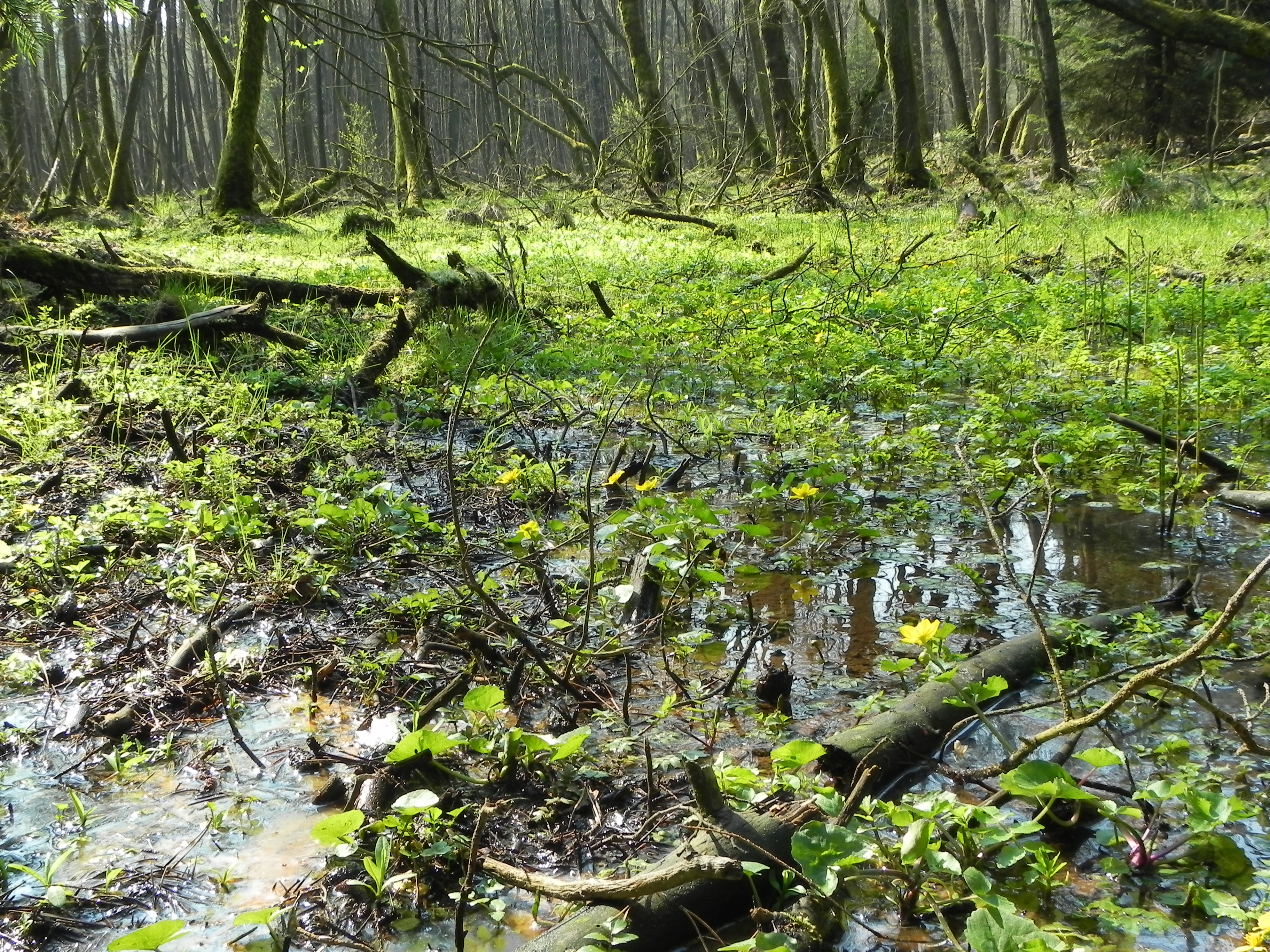
Tal der Kleinen Örtze mit Sumpfdotterblumen
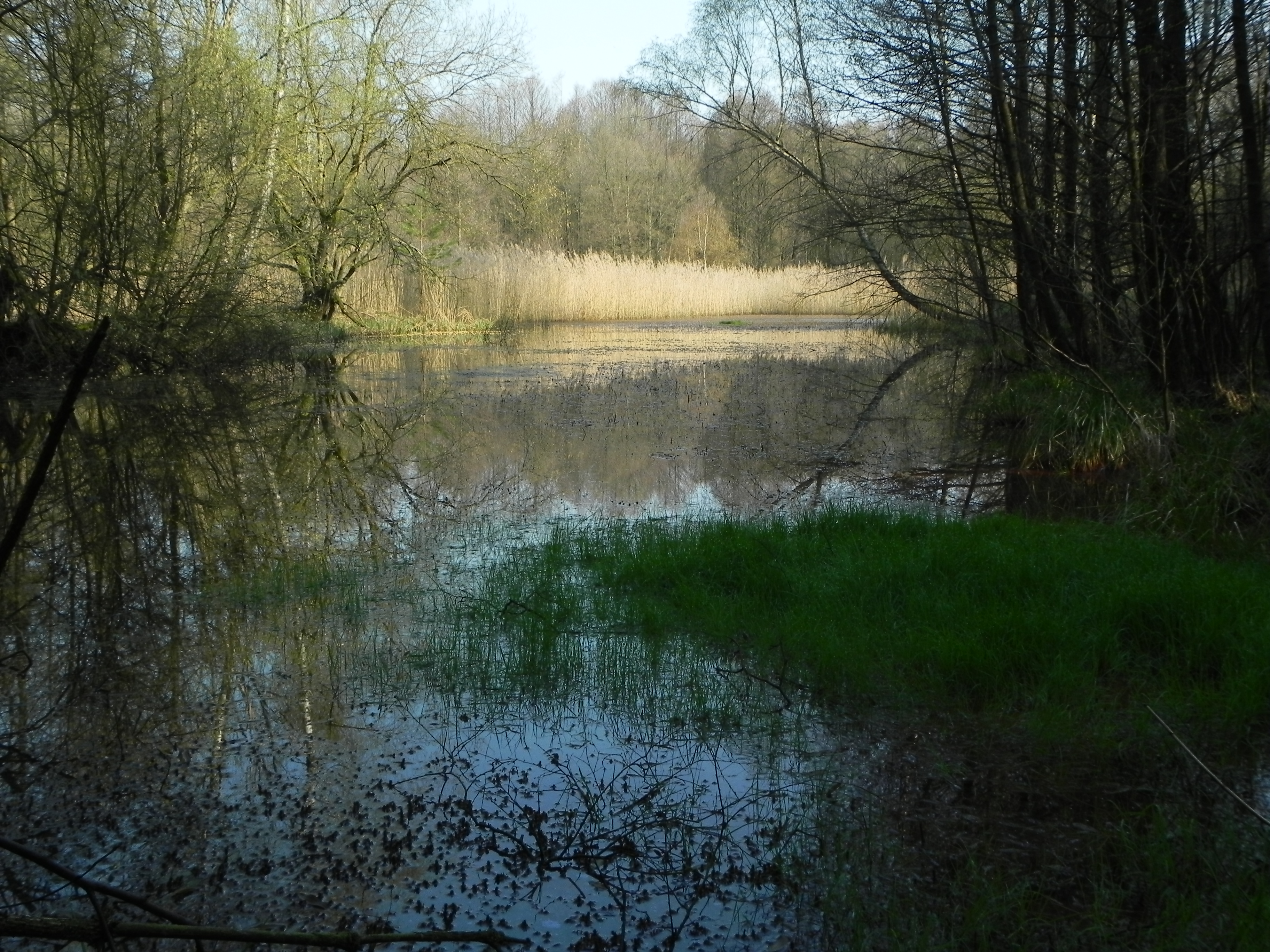
Der ehemalige Hahnenmoorsee verlandet langsam